# Microsepsis simplicula
Microsepsis simplicula är en tvåvingeart som först beskrevs av Steyskal 1968.  Microsepsis simplicula ingår i släktet Microsepsis och familjen svängflugor. Inga underarter finns listade i Catalogue of Life.